# Chris Henderson
Christopher „Chris“ Henderson (* 11. Dezember 1970 in Edmonds, Washington) ist ein ehemaliger US-amerikanischer Fußballspieler.
Sein jüngerer Bruder, Sean Henderson, spielte ebenfalls Fußball. Er ist momentan Leiter der Seattle Sounders Academy.

## Jugend
Chris Henderson besuchte die Cascade High School in Everett im Staat Washington. 1989 spielte er eine Saison lang für Seattle Storm in der Western Soccer League.
1989 ging er auf die University of California, Los Angeles, wo er zwei Jahre lang für die dortige College-Fußballmannschaft spielte. In seiner Sophomore-Saison gewann er mit der Mannschaft die nationale Meisterschaft. Nach seinem Abschluss wechselte er nach Deutschland zum FSV Frankfurt.

## Vereinskarriere
In der Saison 1994/1995 spielte er für den FSV Frankfurt in der 2. Bundesliga. Nach der Saison 1994/1995 spielte er ein Jahr in Norwegen für Stabæk Fotball.
1996 kehrte er in die USA zurück und spielte für die Colorado Rapids in der damals neu gegründeten Major League Soccer. Weitere Stationen in der MLS waren Kansas City Wizards, Miami Fusion, Columbus Crew. 2006 beendete er seine Karriere bei den New York Red Bulls.

## Nationalmannschaft
Von 1990 bis 2000 spielte er 79 mal für die US-Nationalmannschaft und schoss dabei 3 Tore.
Henderson war im WM-Kader der USA bei der Weltmeisterschaft 1990 in Italien. 1992 spielte er bei den Olympischen Sommerspielen in Barcelona für die USA.

## Nach der aktiven Laufbahn
Seit Januar 2008 ist er Technischer Direktor des MLS-Vereins Seattle Sounders FC.